# Talariga
Talariga là một chi bướm đêm thuộc họ Erebidae.